# St. Thomas der Apostel (Liesen)

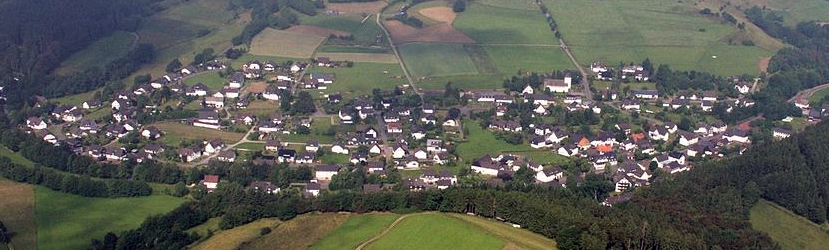
Die Kirche in der Ortslage

Die römisch-katholische Kirche St. Thomas der Apostel (kurz St. Thomas d. Apostel) in Liesen, einem Ortsteil von Hallenberg im Hochsauerlandkreis in Nordrhein-Westfalen, ist die Vikariatskirche des zu Hallenberg gehörenden Dorfes Liesen. Der 1962 am Ortsrand errichtete Kirchenneubau löste die Alte Pfarrkirche St. Thomas von 1746 ab, die in Dorfmitte gelegen ist und heute als Pfarrheim dient.
Der Name St. Thomas bezieht sich auf den Apostel Thomas.

## Geschichte und Architektur

### Vorgängerkirche von 1746
Der erste Kirchenbau in Liesen, die heutige Alte Pfarrkirche St. Thomas, wurde 1746 aus Bruchsteinmauerwerk errichtet und verfügte über einen kleinen Saalraum. In den 1950er Jahren wurde die inzwischen als Pfarrkirche dienende, alte Kirche mit ihren 150 Plätzen allmählich zu klein und es entstand der Plan zum Bau einer neuen Kirche, der Anfang der 1960er Jahre realisiert werden konnte. Die in Dorfmitte an der Dorfstraße 22 gelegene alte Pfarrkirche blieb erhalten und wird heute als Pfarrheim der Pfarrvikariegemeinde St. Thomas der Apostel Liesen genutzt. Das Gebäude steht seit Ende 1983 unter Denkmalschutz und ist in die Denkmalliste der Stadt Hallenberg eingetragen.

### Neue Kirche von 1962
Der Neubau der Kirche St. Thomas der Apostel erfolgte von 1961 bis 1962 auf einem Grundstück in Ortsrandlage, am Breidenweg, und wurde nach den Bauplänen des Architekten Johannes Reuter Senior ausgeführt. Die veranschlagte Bausumme betrug 380.000 Deutsche Mark (DM), ein Anteil von rund 100.000 DM wurde von der Lieser Bevölkerung aufgebracht. Im Juli 1961 erfolgte der erste Spatenstich, im September 1961 die Grundsteinlegung und im Dezember 1961 wurde das Richtfest gefeiert. Die neue Pfarrkirche St. Thomas der Apostel wurde 1962 fertiggestellt und am 22. Juli 1962 durch den Paderborner Weihbischof Paul Nordhues eingeweiht.
Der Kirchenneubau wurde als Hallenkirche im sachlichen Stil der Nachkriegsmoderne erbaut und umfasst 300 Sitzplätze. Der Baukörper wurde mit Betonpfeilern strukturiert; die Seitenteile wurden mit Backsteinen ausgemauert und verputzt. In das längliche Schiff sind die quadratischen Bauteile Turm und Chor etwa bis zur Hälfte eingezogen. Die Sockel des Turmes und des Chores sind im Außenbereich mit Werksteinquadern aus Grauwacke verblendet, die verputzten Wandflächen sind hell gehalten. Schiff und Chor sind durch ein Satteldach zusammengefasst, der Turm ist mit einem Zeltdach bekrönt. Der Turm erhielt ein dreistimmiges Geläut aus Bronze.
Im Innenraum sind zwei Bankreihen auf das in das Schiff ragende Chorhaus gerichtet. Das Schiff erhält durch seitliche, hochliegende und horizontale Fensterfelder Licht, während der Chor durch zwei seitliche hohe Fensterfelder belichtet wird. Die Decke mit wechselnder Diagonalschalung folgt der Neigung des Daches, sie läuft an der Rückseite in den Turm ein. In diesem steht die Orgelempore. Die Hochfenster im Schiff, die vertikalen Fensterbänder im Chor sowie die neun kleineren Einzelfenster in den beiden Kapellennischen und am Marienaltar wurden jeweils aus Betonwaben ausgebildet und mit Bleiglasfenstern verglast. Die ornamentale Gestaltung der Hochfenster und Chorfenster ist eine Arbeit des Künstlers Walter Klocke, dieser entwarf auch die kleinformatigen Glasbilder mit biblischen Motiven und Symbolen. Die Ausführung der Bleiglasfenster-Arbeiten erfolgte durch die Werkstatt O. Peters aus Paderborn.
1982 wurde die Kirche renoviert.
Die Gemeinde gehörte lange Zeit zur Pfarrei St. Johannes Baptist in Züschen (Winterberg) im Hochsauerlandkreis. 2005 wurde als Zusammenschluss von vier Kirchengemeinden der Pastoralverbund Hallenberg im Erzbistum Paderborn gegründet, dem die Liesener St.-Thomas-Gemeinde seitdem als Pfarrvikariegemeinde angehört. Im Juli 2012 wurde das 50. Kirchweihfest der Kirche St. Thomas der Apostel in Liesen mit einer Festwoche begangen und einem Festhochamt gefeiert. Weihbischof Manfred Grothe aus Paderborn hielt die Festpredigt. Anlässlich des 700-jährigen Jubiläums des Dorfes Liesen wurde im Juni 2013 als besondere Aktion und „Ausdruck der lebendigen Dorfgemeinschaft“ eine Menschenkette von der St.-Thomas-Kirche bis zur alten Kirche im Dorfmittelpunkt gebildet.

## Ausstattung
- Die große Steinfigur am Portal stellt den Apostel Thomas dar, Hans Kaltenegger schuf sie 1965.
- Das Retabel im Chor stammt aus der alten Kirche, an dieser Stelle befand sich vorher ein großes Wand- und Putzmosaik aus der Werkstatt der Abtei Herstelle. Nach landläufiger Meinung füllt das Retabel den Raum nur unzureichend aus.[6]
- Zwei Holzfiguren stammen aus der Hand von H. Wehrenberg.

## Orgel
In der Vorgängerkirche stand eine Orgel, die wahrscheinlich Franz Ignaz Seuffert um das Jahr 1760 baute. Das Instrument verfügte über acht Register auf einem Manual und ein angehängtes Pedal. Umbauten erfolgten 1862 und 1922. Im Jahr 1952 setzte sich Rudolf Reuter in Zusammenarbeit mit dem Westfälischen Landesamt für Denkmalpflege für den Erhalt der Orgel ein. 1954 restaurierte Emanuel Kemper (Lübeck) das Werk und ersetzte vier Register (Prinzipal, Waldflöte, Mixtur und Trompete). Dieselbe Firma setzte 1962 das Instrument in den Kirchenneubau um. Die Orgel hat zehn Register, die sich auf einem Manual und Pedal verteilen, mechanische Schleifladen und eine mechanische Traktur. Die Disposition lautet wie folgt.
| I Manual C–f3 |       |
| Gedackt       | 8′    |
| Quintade      | 8′    |
| Prinzipal     | 4′    |
| Flöte         | 4′    |
| Quinte        | 2 ⁄3′ |
| Waldflöte     | 2′    |
| Mixtur IV     | 1′    |
| Trompete      | 8′    |

| Pedal C–d1 |     |
| Subbass    | 16′ |
| Prinzipal  | 8′  |

- Koppel: I/P